# Lepidasthenia gigas
Lepidasthenia gigas är en ringmaskart som först beskrevs av Johnson 1897.  Lepidasthenia gigas ingår i släktet Lepidasthenia och familjen Polynoidae. Inga underarter finns listade i Catalogue of Life.